# 普氏鰈
普氏鰈為輻鰭魚綱鰈形目鰈亞目鰈科的其中一種，為溫帶海水魚，分布於西北大西洋區，從加拿大魁北克至美國羅德島海域及半鹹水域，棲息深度可達27公尺，體長可達30公分，棲息在沿岸沙泥底質底層水域、河口區，以軟體動物、蠕蟲、甲殼類等為食，生活習性不明，可作為食用魚。